# كاسبر بيترسن
كاسبر بيترسن هو شخصية أعمال وفلاح ومدرس وسياسي أمريكي، ولد في 14 مارس 1826، وتوفي في 14 يوليو 1906. نشط حزبياً في الحزب الديمقراطي. وقد انتخب عضو جمعية ولاية ويسكونسن ‏.